# Psectrocladius yakuwexeus
Psectrocladius yakuwexeus är en tvåvingeart som beskrevs av Sasa och Suzuki 2000. Psectrocladius yakuwexeus ingår i släktet Psectrocladius och familjen fjädermyggor. Inga underarter finns listade i Catalogue of Life.